# Simon Plouffe
Simon Plouffe, kanadski matematik, * 11. junij 1956, Saint-Jovite, Québec, Kanada.

## Življenje in delo
Plouffe je leta 1995 odkril formulo za algoritem BBP (Bailey-Borwein-Plouffejeva formula), s katero je moč izračunati n-to dvojiško števko števila π, brez da bi se poznalo, oziroma se računalo predhodne. Je tudi soavtor Enciklopedije celoštevilskih zaporedij (Encyclopedia of Integer Sequences), ki je kasneje leta 1995 postala Spletna enciklopedija celoštevilskih zaporedij, in je posvečena celoštevilskim zaporedjem.
V letu 1975 je Plouffe postavil nov svetovni rekord zapomnitve števk π. Rekord s 4096 števkami je držal do leta 1977.
Plouffejev Inverter je spletna stran, ki vsebuje 11,3 ×106 matematičnih konstant.